# Xã York, Quận York, Pennsylvania
Xã York (tiếng Anh: York Township) là một xã thuộc quận York, tiểu bang Pennsylvania, Hoa Kỳ. Năm 2010, dân số của xã này là 27.793 người.